# Juan Francés y Mexía
Juan Francés y Mexía (1873-1954) fue un pintor, ilustrador y cartelista español.

## Biografía
Hijo del pintor Plácido Francés, nació en el seno de una familia con vocación artística en 1873. Pupilo tanto de Emilio Sala como de su padre, obtuvo varias medallas en Exposiciones Nacionales de Bellas Artes en torno al cambio de siglo. Juan, que también cultivó el cartelismo, como ilustrador participó tanto en la revista Blanco y Negro como en las colecciones literarias El Cuento Semanal y Los Contemporáneos. Falleció en 1954.